# Jemadia scomber
Espèce
Jemadia scomber est une espèce de lépidoptères de la famille des Hesperiidae, de la sous-famille des Pyrginae et de la tribu des Pyrrhopygini.

## Dénomination
Jemadia scomber a été nommé par Herbert Druce en 1908.

### Nom vernaculaire
Jemadia scomber se nomme Scomber Skipper ou Mammoth Skipper en anglais,.

## Description
Jemadia scomber est un papillon au corps trapu, au thorax noir rayé en long de bandes de poils blancs et à l'abdomen noir cerclé de blanc. 
Les ailes sont de couleur bleu-noir marquées aux ailes antérieures d'une plage et de deux petites bandes blanches avec une ligne submarginale blanc argentée qui, aux ailes antérieures, se continue le long du bord interne et une bande blanche proche de la partie basale, très large aux ailes postérieures
Le revers est semblable.

## Écologie et distribution
Jemadia scomber est présent au Pérou.

### Protection
Pas de statut de protection particulier.